# Khaled Al-Hazaa
Khaled Al-Hazaa (2 de dezembro de 1971) é um ex-futebolista profissional saudita que atuava como meia.

## Carreira
Khaled Al-Hazaa se profissionalizou no 	Al Nasr.

## Seleção
Khaled Al-Hazaa integrou a Seleção Saudita de Futebol na Copa Rei Fahd de 1992, na Arábia Saudita.

## Títulos
Arábia Saudita
- Copa Rei Fahd de 1992: - Vice
- Copa da Ásia de 1992: - Vice